# Дьяков, Павел Иванович
Павел Иванович Дьяков (1913—1974) — советский скульптор и график.

## Биография
Родился в 1913 году. С 1933 по 1937 год обучался в Саратовском художественном училище.
С 1943 года жил в Новосибирске.

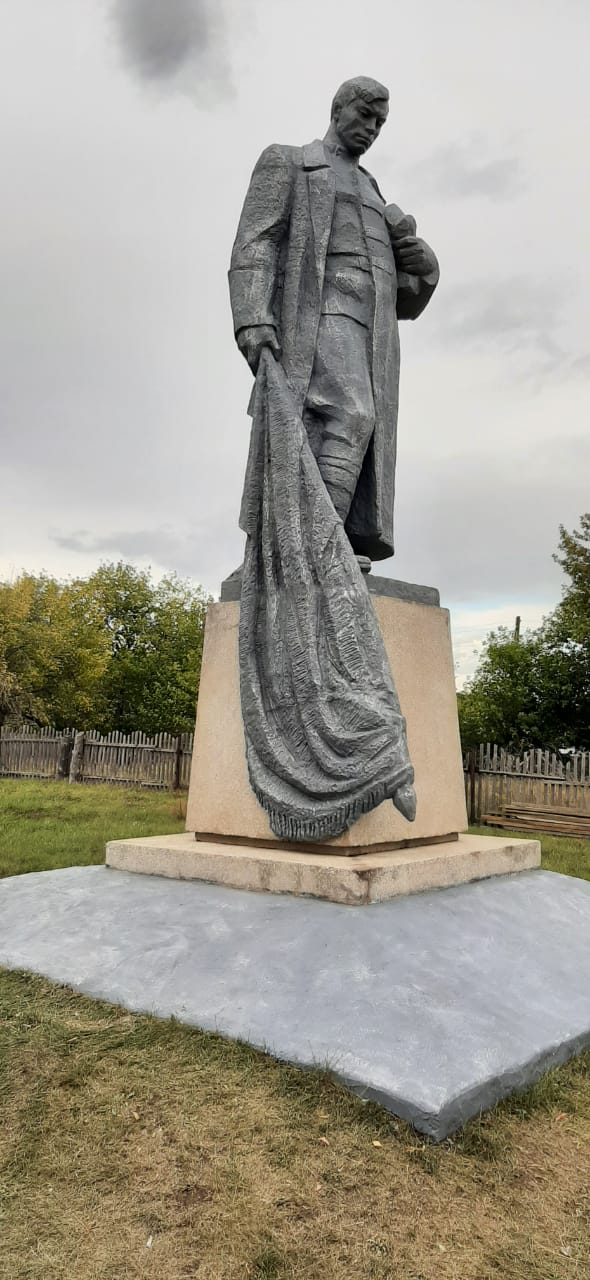
Могила партизан в Спирино

Стал известным в 1954 году после создания портретной фигуры М. И. Калинина для Центрального музея Калинина (Москва).
В 1956 году для Военно-воздушной академии имени Жуковского выполнил с натуры мраморный бюст А. И. Покрышкина.
В 1965 году создал памятники «Борцам за Советскую власть» (Татарск) и «Героям гражданской войны» (Спирино).